# 水冠草
水冠草（学名：Argostemma solaniflorum），为茜草科雪花属下的一个植物种。